# Melisoneura leucoptera
Melisoneura leucoptera là một loài ruồi trong họ Tachinidae.